# Conciliación obligatoria
La conciliación obligatoria es un instrumento jurídico del derecho laboral argentino, que insta a las partes de un conflicto laboral a acatar ciertas medidas para generar una etapa de conciliación previa a la judicialización del conflicto. El procedimiento debe iniciarse ante el Servicio de Conciliación Laboral Obligatoria (web), dependiente de la Secretaría de Trabajo pero los conciliadores son designados por sorteo público y su registro nacional depende del Ministerio de Justicia.